# Рэндолф, Джон (плантатор)

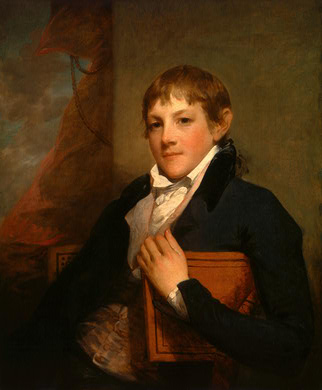
Молодой Рэндолф. Портрет работы Гилберта Стюарта

Джон Рэндолф (2 июня 1773 года—24 мая 1833 года), известный как Джон Рэндолф из Роанока (имеется в виду не город, а плантация) американский плантатор и конгрессмен из Вирджинии, служивший в Палате представителей в разное время в период между 1799 и 1833 годами, сенатор с 1825 по 1827 год. Он также был посланником США в России при Эндрю Джексоне (1830). Первоначально выступая «рупором» президента Томаса Джефферсона в Палате, он порвал с ним в 1805 году, будучи не согласным с тем, что он считал размыванием традиционных джефферсоновских принципов, а также с методами импичмента Сэмюэля Чейза, во время которого Рэндолф был основным обвинителем.
Рэндолф был тонким и остроумным оратором, приверженцем республиканских принципов. На протяжении всех трех десятилетий своего пребывания в Конгрессе он защищал устои аграрной экономики. Консервативную позицию Рэндолфа многие связывали с его происхождением и принадлежности к рабовладельческой элите южной Вирджинии. Его вера в важность плантаторского землевладения привела к противодействию отмене повинности и майората: «Старинные семьи Вирджинии вступят в связи с низшими сословиями и утонут в массе опекунов сыновей и дочерей». Рэндолф яростно выступал против Англо-американской войны 1812—1815 годов и Миссурийского компромисса 1820 года. Он активно участвовал в дебатах о тарифах, промышленности и валюте. Неоднозначно относясь к вопросу о рабстве, Рэндолф стал одним из основателей Американского колонизационного общества (1816), предложившего отправлять освобождённых негров в колонию в Африке. В то же время он долго считал, что рабство в Вирджинии было необходимостью: «Вопрос рабства, как его называют, является для нас вопросом жизни и смерти… В истории вы не найдёте ни одного случая, чтобы две разные расы занимали одну землю, кроме как находясь в отношениях хозяина и раба». Кроме того, Рэндолф оставался зависимым от результатов труда сотен рабов, трудившихся на его табачной плантации. Это не помешало ему прописать в своём завещании их освобождение и расселение в свободном штате Огайо.
Многие восхищались Рэндолфом за его горячий характер и увлечённость идеями образования и равенства. Он также стал известен передовыми методами ведения предвыборной кампании, что увлекало его не только с политической стороны, но и как хобби. Для его выступлений характерны сочетание развлекательных и просветительских моментов, подчеркивание общности интересов, особенно в аграрной сфере, диалоги с аудиторией. Эти качества породили устойчивую привязанность избирателей, прощавших ему личные недостатки.
Его взгляды на ограничение полномочий власти привлекают к фигуре Рэндолфа ряд современных консерваторов.

## Родословная. Ранний период жизни
Рэндолф родился в усадьбе Каусонс (англ. Cawsons), штат Вирджиния (в настоящее время город Хоупуэлл), в семье богатого табачного плантатора Джона Рэндолфа (1742—1775) и Фрэнсис Блэнд (1744—1788). Их семьи, Рэндолфы из Вирджинии и Блэнды из Вирджинии, считались одними из самых почтенных семейств первых поселенцев и состояли в родственных связях друг с другом. Он был внуком Ричарда Рэндолфа и Теодорика Блэнда из Каусонс, которые были, соответственно, внуком и правнуком Уильяма Рэндолфа и Мэри Ишам с острова Тёрки. Он был двоюродным братом Ричарда Блэнда и Пейтона Рэндолфа, двух важных участников Первого Континентального Конгресса, приходился племянником конгрессмена Теодорика Блэнда, сводным братом Генри Сент-Джорджа Такера-старшего и Натаниэля Беверли Такера, троюродным братом Томаса Джефферсона. Мать Джефферсона была дочерью Ишама Рэндолфа из Данджнесса.
Его отчим, Сент-Джордж Такер, женился на овдовевшей матери Рэндолфа в 1778 году. Его четвёртым прадедом по материнской линии был Ричард Беннетт из Вирджинии, избранный губернатором колонии Вирджиния во время протектората Кромвеля и пуританином, который в 1672 году перешёл в квакеры, познакомившись с Джорджем Фоксом.
В силу генетической аберрации — возможно, синдрома Клайнфельтера — Рэндолф не имел бороды и обладал голосом сопрано. Первоначально обучаясь у частных репетиторов, Рэндолф посещал позднее частную школу Уолтера Мори, а затем Колледж Нью-Джерси и Колумбийский колледж. Он изучал право в Филадельфии, но никогда не практиковал как адвокат.
Рэндолф поддерживал со многими дружеские отношения вне зависимости от их политической принадлежности. Например, он был близким другом конгрессмена-федералиста Хармануса Бликера из Олбани, штат Нью-Йорк. Бликер и Рэндолф в знак взаимного уважения обменялись портретами, повесив их на видном месте в своих домах.
Рэндолф похоронен на Холливудском кладбище в Ричмонде, штат Вирджиния.

## Карьера
В необычайно молодом возрасте 26 лет Рэндолф был избран в шестой Конгресс США. Он был переизбран в шесть последующих созывов и служил с 1799 по 1813 год. В 1803 году федералист Уильям Пламер из Нью-Гэмпшира так описывал свои впечатления о Рэндолфе: 
 Мистер Рэндолф ходит в Палату в полной боевой готовности, с кнутом в руке, подражая, как говорят, членам британского парламента. Он весьма некрупный человек, среднего роста. На некотором расстоянии он не выглядит старше вас; но при ближайшем рассмотрении вы углядите его морщины и седые волосы. Мне кажется, ему около тридцати. Он является потомком правой линии знаменитой индейской принцессы Покахонтас. Федералисты высмеивают и пытаются презирать его; но презираемый противник часто оказывается опасным врагом. Его таланты, безусловно, гораздо выше посредственного уровня. Будучи популярным оратором, в Палате он в этом не уступает никому. Я восхищаюсь его изобретательностью и манерой общения, но мне не нравятся его политические взгляды. 
 На 7-м и 9-м конгрессах Рэндолф был председателем Комитета по ассигнованиям, действуя в качестве лидера Демократическо-республиканской партии. В 1806 году, после разрыва со своим троюродным братом президентом Томасом Джефферсоном Рэндолф провозгласил себя вождём «старых республиканцев», квидов (англ. Old Republicans; Tertium Quids), крыла Демократическо-республиканской партии, представители которого хотели ограничить роль федеральной власти. В частности, Рэндолф продвигал т. н. «Принципы 98 года» (англ. Principles of '98), гласившие, что отдельные штаты могут решать вопрос конституционности законов и указов центральной власти и могут отказаться от применения законов и подзаконных актов, признанных неконституционными.
Хотя он очень восхищался политическими идеалами поколения Войны за независимость, Рэндолф, находясь под влиянием южного антифедерализма, выдвинул вариант республиканизма, который призывает традиционное патриархальное общество и элиту Вирджинии сохранять стабильность общества при минимальном вмешательстве властей.
Рэндолф был одним из лидеров Конгресса, которые в январе 1804 года успешно провели процедуру импичмента Джона Пикеринга, судьи окружного суда США в Нью-Гэмпшире. Критики жаловались на то, что он не справился с импичментом члена Верховного суда США Самюэля Чейза в декабре того же года.
В июне 1807 года Рэндолф был старшиной (англ. foreman) коллегии присяжных заседателей в Ричмонде, которая рассматривала обвинение Аарона Берра и других в измене. Он был зол на Томаса Джефферсона за поддержку главного обвинителя генерала Джеймса Уилкинсона, к которому относился без всякого уважения.
Проиграв на выборах в 1812 году из-за своей оппозиции к англо-американской войне, Рэндолф был переизбран в 1814 и 1816 годах. Он пропустил срок, затем был переизбран и служил с 1819 до своей отставки в 1825 году.
В 1823—1824 годах Джона Рэндолфа номинировали кандидатом от Демократической Республиканской партии на пост президента США во время президентских выборов 1824 года, но он отклонил это предложение.
Рэндолф попал в Сенат США в декабре 1825 года, заполнив вакантное место, и прослужил до 1827 года. Рэндолф снова был избран в Конгресс в 1826 году, став председателем Комитета по ассигнованиям.
В 1825 году он в течение нескольких дней подряд выступал против ряда мер, предложенных президентом Джоном Куинси Адамсом. Рэндолф утверждал, что эти меры дадут преимущество новым индустриальным гигантам Новой Англии перед штатами Юга. Эта серия выступлений была первым филибастером в истории Сената.
Рэндолф был членом Конституционного конвента штата Вирджинии (1829—1830) в Ричмонде в качестве делегата от округа Шарлотт. Он был назначен посланником США в России президентом Эндрю Джексоном и служил с мая по сентябрь 1830 года, когда ушёл в отставку по состоянию здоровья.
Рэндолф был вновь избран в Конгресс в 1832 году и прослужил до своей кончины в Филадельфии 24 мая 1833 года. Он не был женат. Рэндолф похоронен на Холливудском кладбище в Ричмонде, штат Вирджиния.

 Стихотворение Джона Гринлифа Уиттьера «Рэндолф из Роанока», написанное после того, как Вирджиния стала символом рабовладения, отражает характер героя: 

Mirth, sparkling like a diamond shower,
From lips of lifelong sadness;
Clear picturings of majestic thought
Upon a ground of madness
While others hailed in distant skies
Our eagle’s dusky pinion,
He only saw the mountain bird
Stoop o’er his Old Dominion!
All parties feared him; each in turn
Beheld its schemes disjointed,
At right or left his fatal glance
And spectral finger pointed.

## Эксцентричность, положение аутсайдера
Несмотря на то, что он был джентльменом из Вирджинии и признанным оратором, к 1803 году Рэндолф после пяти лет руководства Палатой стал аутсайдером. У него были некоторые странные особенности личности, которые усугублялись его плохим здоровьем в течение всей жизни (он умер от туберкулёза), алкоголизмом и периодическим употреблением опия. Рэндолф был «пристрастившимся потребителем опиума [и] холостяком, который, похоже, был влюблён в Эндрю Джексона».
Современная наука установила, что скрытый туберкулёз лёгких может иногда отражаться на половых путях и вызывать симптомы и необратимые повреждения, которые препятствуют половозрелости. Брат Рэндолфа умер от туберкулёза, и возможно, что Рэндолф заболел им в молодости и не прошёл этап пубертата. Он умер от вспышки туберкулёза в возрасте 60 лет. Он начал использовать опиум как способ справиться с чрезмерной болью, вызванной борьбой с туберкулёзом. Возможно, болезнью вызван и его воинственный характер.
Хотя обычно его воинственность проявлялась в зале Конгресса, однажды Рэндолф дрался на дуэли с Генри Клеем. Как правило, он роскошно одевался, часто появляясь в сопровождении своих рабов и охотничьих собак. Когда Клей стал спикером, он, не церемонясь, велел Рэндолфу убрать собаку из здания Конгресса, что не осмеливался до него сделать ни один спикер.
Рэндолф испытывал сильную неприязнь к другому конгрессмену, Уиллису Олстону, и устроил с ним драку — парламентарии кидали друг в друга посуду. Шесть лет спустя они снова подрались на лестнице в Палате представителей после того, как Олстон во всеуслышание назвал Рэндолфа щенком. Рэндолф до крови избил Олстона тростью, а их коллеги были вынуждены разнимать дерущихся. Рэндолф был оштрафован на 20 долларов за нарушение общественного порядка.
Наряду с Генри Клеем Рэндолф был одним из основателей Американского колонизационного общества (1816) — группы рабовладельцев и аболиционистов, которые планировали переселять свободных негров в колонию в Африке (эта территория потом стала Либерией). Как и некоторые другие рабовладельцы, Рэндолф долгое время теоретически был против рабства. За два десятилетия после Войны за независимость многие плантаторы освободили своих рабов, и доля свободных негров в Вирджинии увеличилась с менее чем 1 % процента в 1782 году до 13,5 % в 1810 году.
В 1819 году Рэндолф прописал в своем завещании освобождение своих рабов после его смерти. Он писал: «Я даю всем своим рабам свободу, от всего сердца сожалею о том, что я когда-либо был владельцем хотя бы одного из них». Три года спустя, в 1822 году, в приложении к этому завещанию он сделал оговорку, что деньги должны быть предоставлены для перевозки и расселения освобождённых рабов на земле, которая будет куплена в свободном штате Огайо. Каждый раб старше 40 лет должен был получить 10 акров земли. Рэндолф гарантировал освобождение сотен рабов. Хотя завещание было оспорено в судах, после продолжительных разбирательств его рабы в конечном итоге были освобождены. 1846 году 383 бывших раба прибыли в Цинциннати, а затем основали поселение Россвилл (англ. Rossville), ныне входящее в состав населенных пунктов Пикуа и Рамли. Сохранилось кладбище этой общины.

## История участия в выборах
- 1799 ; Рэндолф был избран в Палату представителей США с 40,54 % голосов, победив федералистов Поухатана Боллинга и Клемента Кэрингтона.
- 1801 ; Рэндолф был переизбран на безальтернативной основе.
- 1823 ; Рэндолф был переизбран на безальтернативной основе.
- 1825 ; Рэндолф был переизбран на безальтернативной основе.
- 1827 ; Рэндолф был переизбран на безальтернативной основе.
- 1833 ; Рэндолф был переизбран на безальтернативной основе.

## Религиозные воззрения
Рэндолф был воспитан и всю жизнь был прихожанином Епископальной церкви. Хотя он прошел через фазу юношеского отрицания религии, в 1818 году у него случился кризис, завершившийся возвращением к вере, о чём он рассказал в письмах своим друзьям.
Среди исполнителей последней воли и завещания Рэндолфа был епископ Вирджинии Уильям Мид .

## Цитаты
- «Мы все знаем свой долг лучше, чем исполняем его».
- «Я аристократ. Я люблю свободу, я ненавижу равенство».[24]
- «Время одновременно — самое ценное и самое скоропортящееся из всего, чем мы владеем».
- «Это можно сравнить с лечением мозолей путём отрезания пальцев на ногах» (О Законе об эмбарго 1807 года)
- «Он человек отменный, но совершенно коррумпированный. Он и сияет, и воняет, как гнилая скумбрия при лунном свете.»[25] Считается, что эта фраза — характеристика Генри Клея, но, по словам биографа Рэндолфа, он имел в виду Эдварда Ливингстона, а не Клэя.[26]

## Наследие
- В 1815 году Рэндолф был избран членом Американского антикварного общества.[27]
- Его идеи об ограничении полномочий исполнительной власти популярны среди современных консерваторов[28][29][30]
- Современная консервативная политическая организация США, Клуб Джона Рэндолфа (англ. John Randolph Club), названа в честь Рэндолфа.
- Рэндолф-Мейкон-колледж (англ. Randolph-Macon College) и Рэндолф-колледж (англ. Randolph College) также носят его имя.
- Округ Рандолф, штат Арканзас и округ Рандольф, штат Миссури, названы также в его честь.
- В 1973 году его резиденция, плантация Роанок (англ. Roanoke Plantation), включена в Национальный реестр исторических мест США.
- В конце 1941 года одному из транспортных судов типа «Либерти» было присвоено имя Рэндолфа.

## В массовой культуре
Мелвин Дуглас сыграл роль Рэндолфа в фильме 1936 года «Великолепная Хасси» (The Gorgeous Hussy).
Эдвин Максвелл сыграл роль Рэндолфа в фильме 1942 года «Десять джентльменов из Вест-Пойнта» (Ten Gentlemen from West Point).
Эдгар Аллан По в рассказе «Правда о том, что случилось с мистером Вальдемаром» (1845) утверждал, что смертельно опасный «Мистер Вальдемар … обращает (или обращал) на себя внимание прежде всего своей необычайной худобой — нижние конечности у него очень походили на ноги Джона Рэндолфа, — а также светлыми бакенбардами, составлявшими резкий контраст с темными волосами, которые многие из-за этого принимали за парик» (перевод З. Н. Александровой) Писатель, возможно, встречался с Рэндолфом, когда жил в Ричмонде, штат Вирджиния (1820—1827).

## Труды
- Randolph, John. Letters of John Randolph, to a Young Relative, 1834, 254 pp. online.
- Randolph, John. Collected letters of John Randolph of Roanoke to Dr. John Brockenbrough, 1812—1833, edited by Kenneth Shorey; foreword by Russell Kirk, Piscataway, NJ: Transaction Publishers, 1988.